# Миссия в неизвестное
Миссия в неизвестное (англ. Mission to the Unknown), также известна как Визитка далеков (англ. Dalek Cutaway) — вторая история в 3-м сезоне классической эры британского научно-фантастического телесериала «Доктор Кто», показанная 9 октября 1965 года. Это единственная в история в классической эре сериала (1963—1989), которая состоит только из одного эпизода. Она примечательна также тем, что в ней нет основного актёрского состава сериала, и это единственная история во всём сериале без единого появления Доктора.
Серия является приквелом к серии «Генеральный план далеков», а также последней с Верити Ламберт в качестве продюсера. Эпизод не сохранился в архивах Би-би-си, но фанатом Дэвидом Батлером была вне эфира записана аудиодорожка. В 2019 году Би-би-си выпустила на YouTube воссоздание эпизода, которое было снято командой студентов, выпускников и работников Университета Центрального Ланкашира.

## Сюжет
На планете Кимбел Марк Кори и Гордон Лоури пытаются починить их корабль, в то время как другой член их команды Джефф Гарви лежит на земле вне поля их зрения. В помутненном состоянии ума, повторяя «Я должен убить» он встает, страдая от боли, убеждается что его никто не видит, и собирается застрелить Лоури, но его замечает Кори и убивает. Он вынимает из-за уха трупа колючку и говорит Лоури, что, если тот уколется такой же, то его придется пристрелить. Оба уходят на корабль, оставляя труп, который начинает дрожать и покрываться иголками, превращаясь в растение Варга.
Кори имеет лицензию на убийство и привлекает Лоури к сотрудничеству. Он объясняет, что далеки захватили уже множество планет и недавно были замечены в этой солнечной системе. Корабль не подлежит восстановлению, с кораблем встречи связаться не удается. Растение Варга, в случае укола сводящее с ума и превращающее любого в себе подобное, растет только на планете далеков Скаро, значит тут есть база далеков и это и есть их цель, к такому выводу приходит Кори.
В городе далеков на Кимбеле Верховный далек ожидает последних новостей. Он говорит, что представители семи галактик скоро прибудут, и велит уничтожить Марка и Гордона.
Тем временем, в другом месте в джунглях Кимбела далеки обсуждают, как уничтожить людей. Кори и Лоури больше озабочены растениями Варга, чем далеками. Над ними пролетает космический корабль и они понимают, что далеки планируют что-то крупное.
Лоури заканчивает работу над спасательным маяком и готовится записать послание, когда герои замечают что-то в джунглях. Они прокрадываются за кустами, в этот момент четверо далеков уничтожают их корабль. Кори и Лоури углубляются в джунгли, но последний обнаруживает шип Варга в своей руке.
В городе далеков представители семи галактик собираются в конференц-зале. Они беспокоятся по поводу людей, но далеки заверяют их, что с ними они разберутся. Представители поддерживают далеков в планах завоевать Землю.
Кори замечает, что Лоури становится Варга и убивает его. Затем он начинает записывать послание к спасательному маяку. Далеки находят и убивают его, но послание и маяк остаются целыми. Все представители соглашаются на союз с далеками и хором скандируют «Победа!».

## Трансляции и отзывы
| Эпизод                 | Дата показа    | Продолжительность | Телезрители (в миллионах) | Archive                            |
| ---------------------- | -------------- | ----------------- | ------------------------- | ---------------------------------- |
| «Миссия в неизвестное» | 9 октября 1965 | 24:42             | 8.3                       | Only stills and/or fragments exist |
| [ 4 ] [ 5 ] [ 6 ]      |                |                   |                           |                                    |